# Toxotes oligolepis
Toxotes oligolepis is een straalvinnige vissensoort uit de familie van de schuttersvissen (Toxotidae). De wetenschappelijke naam van de soort is voor het eerst geldig gepubliceerd in 1876 door Bleeker.